# Лорделу (Монсан)
Лорделу (порт. Lordelo) — район (фрегезия) в Португалии, входит в округ Виана-ду-Каштелу. Является составной частью муниципалитета Монсан. По старому административному делению входил в провинцию Минью. Входит в экономико-статистический субрегион Минью-Лима, который входит в Северный регион. Население составляет 141 человек на 2001 год. Занимает площадь 5,52 км².
Покровителем района считается Дева Мария (порт. Nossa Senhora do Ó).